# Aborted
Aborted je belgická death metalová skupina z města Waregem, která vznikla roku 1995. Zakladatelem je zpěvák Sven De Caluwé. Řadí se do podžánrů brutal death metal a goregrind.

## Členové
- Sven "Svencho" de Caluwé – zpěv (1995 - nyní)
- Eran Segal – kytara (2009 - nyní)
- Mike Wilson – kytara (2011 - nyní)
- J.B. Van Der Wal – baskytara (2011 - nyní)
- Ken Bedene – bicí (2009 - nyní)

## Diskografie
Studiová alba
- The Purity of Perversion (Uxicon, 1999)
- Engineering the Dead (Listenable, 2001)
- Goremageddon: The Saw and the Carnage Done (Listenable Records, 2003)
- The Archaic Abattoir (Listenable, 2005)
- Slaughter & Apparatus: A Methodical Overture (Century Media, 2007)
- Strychnine.213 (Century Media, 2008)
- Global Flatline (Century Media, 2012)
- The Necrotic Manifesto (2014)
- Retrogore (2016)
- TerrorVision (2018)

EP
- The Haematobic EP (Listenable, 2004)
- Coronary Reconstruction (Century Media, 2010)
- Scriptures of the Dead (2014)
- Termination Redux (2016)

DVD
- The Auricular Chronicles (Listenable, koncertní záznam, 2006)

Dema
- The Necrotorous Chronicles (1997)
- The Splat Pack (1998)

Split alba
- Eructations of Carnal Artistry (split CD s Christ Denied, 2000)
- Created to Kill (4-way split CD s Misery Index, Brodequin a Drowning) (2002)
- Deceased in the East / Extirpated Live Emanations (split 10" vinyl živák s Exhumed, 2003)